# District de Southland
Le district de Southland est situé dans la région de Southland, dans le sud de l'île du Sud de la Nouvelle-Zélande.
S'étendant sur 30 400,94 km2, il recouvre la plus grande partie de la région de Southland, quoique celle-ci comprend également le district de Gore, la ville d'Invercargill et les eaux territoriales aux alentours. Sa superficie ne comprend pas les eaux de l'intérieur, dont les lacs Te Anau, Manapouri et Hauroko.
Le district abrite les villages de Winton, Lumsden et Te Anau, ainsi que les îles au sud du détroit de Foveaux : Solander, Stewart/Rakiura et Ruapuke. Le recensement de 2006 y a compté 28 440 habitants.
Le conseil du district de Southland est sis à Invercargill, lui-même en dehors du district et formant à lui seul une autre autorité territoriale.
On trouve deux parcs nationaux dans le district de Southland : Fiordland et Rakiura.

## Sources
- Site officiel
- Ressource relative à la géographie :   - New Zealand Gazetteer
- (en) Final counts – census night and census usually resident populations, and occupied dwellings - Southland Region, Statistics New Zealand

- (en) Cet article est partiellement ou en totalité issu de l’article de Wikipédia en anglais intitulé « Southland District » (voir la liste des auteurs).